# Celâl Bayar
Mahmut Celâl Bayar (født 16. maj 1883, død 22. august 1986) var Tyrkiets premierminister i 1937-39 og præsident i 1950-60.